# Altmarkkreis Salzwedel
Altmarkkreis Salzwedel is een Landkreis in de Duitse deelstaat Saksen-Anhalt. Bij de tweede herindeling van Saksen-Anhalt op 1 juli 2007 is de samenstelling van de Landkreis niet gewijzigd. De Landkreis telt 82.687 inwoners (31 december 2020) op een oppervlakte van 2.292,62 km². Kreisstadt is de stad Salzwedel.

## Steden en gemeenten
Altmarkkreis Salzwedel is bestuurlijk in de volgende steden en gemeenten onderverdeeld (Inwoners op 31-12-2020):
| Eenheidsgemeenten 1. Arendsee (Altmark), Stad (6.748) 2. Gardelegen (22.154) 3. Kalbe (Milde), Stad (7.498) 4. Klötze, Stad (9.825) 5. Salzwedel, Hansestad (23.306) |

Verbandsgemeinde met deelnemende gemeenten 

* = Bestuurscentrum
| - Verbandsgemeinde Beetzendorf-Diesdorf 1. Apenburg-Winterfeld, Flecken (1.699) 2. Beetzendorf * (3.108) 3. Dähre (1.440) 4. Diesdorf, Flecken (2.302) 5. Jübar (1.567) 6. Kuhfelde (1.089) 7. Rohrberg (1.069) 8. Wallstawe (882) |

Apenburg-Winterfeld ·
Arendsee (Altmark) ·
Beetzendorf ·
Dähre ·
Diesdorf ·
Gardelegen ·
Jübar ·
Kalbe (Milde) ·
Klötze ·
Kuhfelde ·
Rohrberg ·
Salzwedel ·
Wallstawe